# Ruta Estatal de Nevada 648
La Ruta Estatal de Nevada 648, y abreviada SR 648 (en inglés: Nevada State Route 648) es una carretera estatal estadounidense ubicada en el estado de Nevada. La carretera inicia en el Oeste desde la SR 667     en Kietzke Lane hacia el Este en la SR 659     en S. McCarran Blvd. La carretera tiene una longitud de 4,3 km (2.657 mi).

## Mantenimiento
Al igual que las autopistas interestatales, y las rutas federales y el resto de carreteras estatales, la Ruta Estatal de Nevada 648 es administrada y mantenida por el Departamento de Transporte de Nevada por sus siglas en inglés Nevada DOT.

## Cruces
La Ruta Estatal de Nevada 648 es atravesada principalmente por la  US 395 .